# The Continental (Lied)
The Continental ist ein Filmsong aus dem Musicalfilm Tanz mit mir!. Die Musik wurde von Con Conrad geschrieben, der Text stammt von Herb Magidson.

## Hintergrund
Nach dem Erfolg der Tanzszene von Ginger Rogers und Fred Astaire zum Lied Carioca in Flying Down to Rio, was den eigentlichen Hauptdarstellern Dolores del Río und Gene Raymond die Show stahl, war ein gemeinsamer Tanzfilm der beiden Stars unumgänglich. The Continental stellte den Höhepunkt des Films dar und war die bis dato aufwendigste Tanzszene, die es in einem Musicalfilm zu sehen gab. Dazu trug auch die Länge bei, der Tanz dauerte 17 Minuten. Allerdings stand das Lied oft im Schatten von Night and Day, der anderen Hitnummer des Films.
The Continental war das erste Lied, das einen Oscar als bester Song erhielt. Die Kategorie wurde bei der Oscarverleihung 1935 zum ersten Mal vergeben. Weitere Nominierungen waren Carioca, ebenfalls in einer Tanzszene von Astaire und Rogers, sowie Love in Bloom aus She Loves Me Not.
The Continental wurde ein Jazz-Standard. Bekannt wurde die Version von Maureen McGovern (1976), die Platz 16 der UK Top 40 erreichte. Das Lied wurde auch von Frank Sinatra (1950), Buddy Collette (1957) und Dick Hyman (1960) interpretiert.